# Правительственные награды СССР
В списке приводятся награды правительства СССР — премии, знаки, значки, грамоты, учрежденные правительством СССР (СНК СССР, Советом министров СССР), выдававшиеся (присваивавшиеся) за заслуги, отличия перед СССР.
| №  | Наименование награды | Внешний вид знака награды | Дата учреждения | Годы награждения | Документ, учреждающий награду |
| -- | --- | ------------------------- | --------------- | ---------------- | --- |
| 1  | Премия Совета министров СССР |                           | 28 мая 1969     | 1976             | Постановление Совета министров СССР от 28 мая 1969 |
| 55 | Памятный знак ЦК КПСС, Совета Министров СССР, ВЦСПС и ЦК ВЛКСМ «За трудовую доблесть в девятой пятилетке»                                        |                           | 9 января 1975   | 1976             | Постановление ЦК КПСС, Совета министров СССР, ВЦСПС, ЦК ВЛКСМ от 9 января 1975 года № 32 |
| 57 | Знак ЦК КПСС, Совета министров СССР, ВЦСПС и ЦК ВЛКСМ «Победитель социалистического соревнования 1973 года»                                      |                           | 5 января 1973   | 1973             | Постановление ЦК КПСС, Совмина СССР, ВЦСПС, ЦК ВЛКСМ от 5 января 1973 года № 15 |
| 58 | Знак ЦК КПСС, Совета министров СССР, ВЦСПС и ЦК ВЛКСМ «Победитель социалистического соревнования 1974 года»                                      |                           | 7 января 1974   | 1974             | Постановление ЦК КПСС, Совмина СССР, ВЦСПС, ЦК ВЛКСМ от 7 января 1974 года № 18 |
| 59 | Знак ЦК КПСС, Совета министров СССР, ВЦСПС и ЦК ВЛКСМ «Победитель социалистического соревнования 1975 года»                                      |                           | 9 января 1975   | 1975             | Постановление ЦК КПСС, Совмина СССР, ВЦСПС, ЦК ВЛКСМ от 9 января 1975 года № 32 |
| 60 | Знак ЦК КПСС, Совета министров СССР, ВЦСПС и ЦК ВЛКСМ «Победитель социалистического соревнования 1976 года»                                      |                           | 21 января 1976  | 1976             | Постановление ЦК КПСС, Совмина СССР, ВЦСПС, ЦК ВЛКСМ от 21 января 1976 года № 49 |
| 61 | Знак ЦК КПСС, Совета министров СССР, ВЦСПС и ЦК ВЛКСМ «Победитель социалистического соревнования 1977 года»                                      |                           | 30 декабря 1976 | 1977             | Постановление ЦК КПСС, Совмина СССР, ВЦСПС, ЦК ВЛКСМ от 30 декабря 1976 года № 1081 |
| 62 | Знак ЦК КПСС, Совета министров СССР, ВЦСПС и ЦК ВЛКСМ «Победитель социалистического соревнования 1978 года»                                      |                           | 30 декабря 1976 | 1978             | Постановление ЦК КПСС, Совмина СССР, ВЦСПС, ЦК ВЛКСМ от 30 декабря 1976 года № 1081 |
| 63 | Знак ЦК КПСС, Совета министров СССР, ВЦСПС и ЦК ВЛКСМ «Победитель социалистического соревнования 1979 года»                                      |                           | 30 декабря 1976 | 1979             | Постановление ЦК КПСС, Совмина СССР, ВЦСПС, ЦК ВЛКСМ от 30 декабря 1976 года № 1081 |
| 64 | Знак ЦК КПСС, Совета министров СССР, ВЦСПС и ЦК ВЛКСМ «Победитель социалистического соревнования 1980 года»                                      |                           | 30 декабря 1976 | 1980             | Постановление ЦК КПСС, Совмина СССР, ВЦСПС, ЦК ВЛКСМ от 30 декабря 1976 года № 1081 |
| 67 | Знак ЦК КПСС, Совета министров СССР, ВЦСПС и ЦК ВЛКСМ «Ударник девятой пятилетки»                                                                |                           | 27 февраля 1974 | 1974             | Постановление ЦК КПСС, Совмина СССР, ВЦСПС, ЦК ВЛКСМ от 27 февраля 1974 года «Об утверждении образца единого общесоюзного знака „Ударник девятой пятилетки“ и Положения о нём». |
| 68 | Знак ЦК КПСС, Совета министров СССР, ВЦСПС и ЦК ВЛКСМ «Ударник 10 пятилетки»                                                                     |                           | 30 декабря 1976 | 1976             | Постановление ЦК КПСС, Совмина СССР, ВЦСПС, ЦК ВЛКСМ от 30 декабря 1976 № 1081 |
| 69 | Знак ЦК КПСС, Совета министров СССР, ВЦСПС и ЦК ВЛКСМ «Ударник XI пятилетки»                                                                     |                           | 26 марта 1981   | 1981             | Постановление ЦК КПСС, Совмина СССР, ВЦСПС, ЦК ВЛКСМ от 26 марта 1981 № 304 |
| 70 | Знак ЦК КПСС, Совета министров СССР, ВЦСПС и ЦК ВЛКСМ «Ударник XII пятилетки»                                                                    |                           | 18 июня 1986    | 1986             | Постановление ЦК КПСС, Совмина СССР, ВЦСПС, ЦК ВЛКСМ от 18 июня 1986 № 735 |
| 71 | Знак ЦК КПСС, Совета министров СССР, ВЦСПС, ЦК ВЛКСМ «Молодой гвардеец X пятилетки»                                                              |                           | 30 декабря 1976 | 1976             | Постановление ЦК КПСС, Совета министров СССР, ВЦСПС, ЦК ВЛКСМ от 30 декабря 1976 года за № 1081 «О всесоюзном социалистическом соревновании за повышении эффективности производства и качества работы, успешное выполнение заданий десятой пятилетки»                                                                          |
| 75 | Памятный знак ЦК КПСС, Совета Министров СССР, ВЦСПС и ЦК ВЛКСМ «За высокую эффективность и качество работы в десятой пятилетке»                  |                           | 30 декабря 1976 | 1981             | Постановление ЦК КПСС, Совета министров СССР, ВЦСПС, ЦК ВЛКСМ от 30 декабря 1976 года за № 1081 «О всесоюзном социалистическом соревновании за повышении эффективности производства и качества работы, успешное выполнение заданий десятой пятилетки»                                                                          |
| 76 | Памятный знак ЦК КПСС, Совета Министров СССР, ВЦСПС и ЦК ВЛКСМ «За высокую эффективность и качество работы в одиннадцатой пятилетке»             |                           | 26 марта 1981   | 1986             | Постановление ЦК КПСС, Совета Министров СССР, ВЦСПС и ЦК ВЛКСМ от 26 марта 1981 года за № 304 «О всесоюзном социалистическом соревновании за успешное выполнение и перевыполнение заданий одиннадцатой пятилетки» |
| 85 | Юбилейная Почётная грамота ЦК КПСС, Совета Министров СССР, ВЦСПС и ЦК ВЛКСМ к 70-летию Великой Октябрьской социалистической революции            |                           | 9 июня 1987     | 1987             | Постановление ЦК КПСС, Совмина СССР, ВЦСПС, ЦК ВЛКСМ от 9 июня 1987 № 646 «Об условиях и порядке награждения трудовых коллективов и передовиков производства юбилейной Почётной грамотой ЦК КПСС, Совета Министров СССР, ВЦСПС и ЦК ВЛКСМ к 70-летию Великой Октябрьской социалистической революции»                           |
| 85 | Юбилейный почётный знак ЦК КПСС, Президиума Верховного совета СССР, Совета министров СССР и ВЦСПС в ознаменование 50-летия образования Союза ССР |                           | 22 июня 1972    | 1972             | Постановление ЦК КПСС, Президиума Верховного совета СССР, Совет министров СССР и ВЦСПС от 22 июня 1972 года № 486 «О порядке подведения итогов Всесоюзного социалистического соревнования в ознаменование 50-летия образования Союза Советских Социалистических Республик и о мерах поощрения победителей в этом соревновании» |